# Mycetophila setifera
Mycetophila setifera är en tvåvingeart som beskrevs av Zaitzev 1999. Mycetophila setifera ingår i släktet Mycetophila och familjen svampmyggor. Inga underarter finns listade i Catalogue of Life.